# 韋德·戴維斯
韋德·艾倫·戴維斯（英語：Wade Allen Davis，1985年9月7日—），為美國職棒大聯盟的投手。生涯曾效力過光芒、皇家、小熊與洛磯等隊。2015年，他在皇家隊拿下世界大賽冠軍。並在那年拿下貝比·魯斯獎。

## 職業生涯

### 坦帕灣光芒
2004年美國職棒大聯盟選秀，光芒隊於第3輪75順位選進戴維斯。他在小聯盟主要使用快速球與彈指曲球為主。之後他更是開發出二縫線快速球、滑球與變速球。
2009年–2012年
2009年9月6日，戴維斯登上大聯盟。他面對老虎隊先發7局送出9次三振失1分，不過他最後無關勝敗。
2010年7月，他單月先發5場拿下4勝0敗，防禦率3.03。並在拿下該月的美聯單月最佳投手。這一年他還入選全美明星新秀隊的先發投手，而全美棒球記者協會將戴維斯評為光芒隊的最佳新秀。此外，他在美聯新人王票選拿下第四名。
經過了兩年的先發後，戴維斯從2012年球季開始轉任後援投手。該季他共出賽54場，皆是後援上場。

### 堪薩斯市皇家
2012年12月9日，光芒隊用戴維斯、詹姆斯·席爾斯向皇家隊交易威爾·邁爾斯、傑克·歐多瑞吉、麥克·蒙哥馬利與Patrick Leonard。
2013年–2014年
2013年球季，皇家隊原先嘗試讓戴維斯回任先發，他在8月以前都是先發投手，不過他只拿下6勝10敗的成績。之後，他再次轉任牛棚投手。該年，在戴維斯先發的場次（24場），對手的打擊率是.321，後援期間（7場）則是天壤之別的.094。
2014年是戴維斯第一個生涯年。他在6月25日至9月16日期間出賽完全沒有失分。他到了9月中的防禦率更是低到只有0.69。9月22日，他面對楊·高姆茲投出單季第104次三振，成為皇家隊史單季最多三振的後援投手。該年他拿下9勝2敗，送出109次三振，而且沒被擊出任何全壘打。他的好表現繼續維持到季後賽，他在季後賽拿下2勝0敗，防禦率僅0.63，送出20次三振和2次保送。可惜皇家隊最後在世界大賽不敵巨人。
2015年
這一年，戴維斯在投手丘上依舊有強大的宰制力。8月1日，他被藍鳥隊的荷西·包提斯塔擊出全壘打，終止了連續125+2⁄3局未被擊出全壘打的隊史第二長紀錄。9月22日，由於原終結者葛雷格·霍蘭德動手術而造成整季報銷，因此戴維斯被球隊任命為新任終結者。他在美聯冠軍賽成功守成比賽，幫助皇家擊敗藍鳥，連續兩年挺進世界大賽。最後皇家在世界大賽以4勝1敗拿下世界大賽冠軍。而戴維斯也在第5場拿下最後3個出局數。
這一年的季後賽，戴維斯拿下1勝0敗，4次救援成功，主投10+2⁄3局送出18次三振且無失分。如此的好表現也使得他贏得了貝比·魯斯獎(整個季後賽的MVP)。
2016年
7月5日，戴維斯因為右前臂緊繃而進入傷兵名單。而皇家隊在球季結束後決並不執行戴維斯的選擇權。

### 芝加哥小熊
2016年12月7日，皇家隊用戴維斯向小熊交易荷黑·索列爾。2017年，他成為小熊隊上唯一一位入選明星賽的選手。不過他在明星賽第10局被羅賓森·坎諾擊出致勝轟。8月29日，戴維斯達成連續27次救援成功，締造小熊隊史紀錄。
2017年國家聯盟分區賽，戴維斯拿下3次救援成功。前一位在分區賽出賽三場都拿下救援成功的投手已經是1986年的丹尼斯·艾克斯利。

### 科羅拉多洛磯
2017年12月29日，戴維斯與洛磯隊簽下3年5200萬美元的合約。
2018年–2019年
2018年，戴維斯拿下43次救援成功，防禦率4.13是個人繼2013年後最高。
2019年5月22日，他因為左斜肌受傷進入傷兵名單。並在8月2日遭到移除終結者的位置。
2020年
2020年球季初，戴維斯進入了球隊開季名單。不過由於他表現不穩，最後球隊在9月19日將他放進指定讓渡名單內。那年他只投了5局就掉了10分，2天後他遭到球隊釋出。

### 重返堪薩斯市
2021年1月20日，戴維斯和皇家隊簽下小聯盟合約。並在3月28日成功進入球隊40人名單內。該年他出賽40場比賽，拿下0勝3敗，防禦率6.75。球季結束後，他成為自由球員。
2021年11月24日，戴維斯宣布退休。

## 個人生活
戴維斯的遠親Jody Davis也是前大聯盟球員。而戴維斯於2009年結婚。

## 外部連結
- 球員資訊和成績在MLB，ESPN，Baseball-Reference，Fangraphs（英文）
- 韋德·戴維斯在台灣棒球維基館上的頁面（繁體中文）